# 1984 (telefilme de 1954)
1984 (en el original en inglés, Nineteen Eighty-Four) es una película para televisión de 1954 de ficción distópica, basada en la novela homónima de George Orwell, dirigida por Rudolph Cartier y protagonizada por Peter Cushing, André Morell, Yvonne Mitchell y Donald Pleasence. Fue transmitida por la cadena televisiva BBC el 12 de diciembre de 1954 como una emisión del show "BBC Sunday-Night Theatre", dos años antes de la primera adaptación fílmica de la novela de Orwell que protagonizaron Edmond O'Brien, Jan Sterling, Michael Redgrave y nuevamente Donald Pleasence (esta vez en el rol de R. Parsons).
La controversia que generó la película (actuada en vivo y con el añadido de 14 inserts filmados previamente) hizo que la BBC repitiera la emisión cuatro días después, cuando se convirtió en el programa de televisión más visto desde la coronación de la reina Isabel II. Esta segunda presentación también fue actuada en vivo, y fue grabada en kinescopio (telegrabación) con lo que pudo retransmitirse en otras partes del mundo.
Fue la ficción televisiva más cara de su época y el primer programa con un presupuesto de efectos especiales.

## Argumento
En un futuro totalitario, la vida cotidiana en Oceanía (una distópica Inglaterra) es vigilada por el Gran Hermano a través de telepantallas instaladas en las casas particulares y en las oficinas. Winston Smith, quien trabaja en el Ministerio de la Verdad como rectificador de la historia, se rebela de la tiranía del Partido Único (Socing) al enamorarse de una compañera de trabajo, Julia Dixon, en épocas donde está prohibido el amor. Ambos planean sumarse a la resistencia que conduce desde la clandestinidad Emmanuel Goldstein y luchar contra el omnipresente Gran Hermano, pero deben sortear a la Policía del Pensamiento y a los ciudadanos incondicionales del régimen dispuestos a entregarlos a las autoridades en nombre de la causa.

## Reparto
El reparto del telefilme incluye la voz del autor de la adaptación televisiva, Nigel Kneale, y al productor de la BBC Roy Oxley como el Gran Hermano, aunque su aparición se limita a una fotografía de su rostro:
- Peter Cushing (como Winston Smith)
- Yvonne Mitchell (Julia Dixon)
- André Morell (O'Brien)
- Donald Pleasence (Syme)
- Arnold Diamond (Emmanuel Goldstein)
- Campbell Gray (Parsons)
- Hilda Fenemore (esposa de Parsons)
- Nigel Kneale (voz del anunciador de las telepantallas)
- Roy Oxley (Gran Hermano)

## Controversia
La primera emisión de 1984 en la BBC desató una ola de críticas de televidentes, parlamentarios y algunos medios escritos (que calificaron el contenido de "horrorífico" y "subversivo") debido a la naturaleza violenta de las escenas de tortura a la que es sometido el protagonista en la Habitación 101. También fueron cuestionadas la tácita sexualidad de la pareja principal (poco habitual en la televisión de entonces), la representación de un régimen totalitario en Gran Bretaña y la presencia de ratas vivas en el set de filmación. Incluso el director Cartier recibió amenazas de muerte.
Sin embargo, el príncipe Felipe de Edimburgo declaró públicamente que había disfrutado del telefilme junto a la reina, lo que alentó a la BBC a repetir la emisión. A raíz de la publicidad generada por la controversia, la audiencia fue masiva: se convirtió entonces en el programa televisivo más visto desde la coronación de Isabel II.